# کملوگ
کملوگ (به انگلیسی: Camlough) یک روستا در بریتانیا است. کملوگ ۱٬۰۸۱ نفر جمعیت دارد.